# Tsivilsk
Tsivilsk (en russe : Цивильск ; en tchouvache : Çěрпӳ) est une ville de la république de Tchouvachie, dans la fédération de Russie, et le centre administratif du raïon Tsivilski. Sa population s'élevait à 13 540 habitants en 2014.

## Géographie
Tsivilsk est située à la confluence des rivières Maly Tsivil et Bolchoï Tsivil, à 37 km au sud-est de Tcheboksary, la capitale de la république. Tsivilsk est un carrefour routier sur l’axe Nijni Novgorod – Kazan et vers Oulianovsk.

## Histoire
Tsivlsk apparaît pour la première fois en 1584 dans un édit du régent Boris Godounov, qui réunit les villages de Bolchoï et Maly Tsivil pour constituer un village tchouvache. À partir de 1590, il fit bâtir une forteresse. En 1774, la localité est occupée par les insurgés qui suivent Pougatchev.

## Population
Recensements (*) ou estimations de la population
| 1856  | 1897* | 1913  | 1926* | 1939* |
| ----- | ----- | ----- | ----- | ----- |
| 1 500 | 2 336 | 3 000 | 2 654 | 5 100 |

| 1959* | 1970* | 1979* | 1989*  | 2002*  |
| ----- | ----- | ----- | ------ | ------ |
| 5 907 | 7 388 | 8 029 | 10 053 | 12 967 |

| 2006   | 2010*  | 2012   | 2013   | 2014   |
| ------ | ------ | ------ | ------ | ------ |
| 12 921 | 13 479 | 13 452 | 13 578 | 13 540 |